# Biroia abdominalis
Biroia abdominalis är en stekelart som först beskrevs av Günther Enderlein 1920.  Biroia abdominalis ingår i släktet Biroia och familjen bracksteklar. Inga underarter finns listade.